# Маркіна Антоніна Сергіївна
Антоніна Сергіївна Маркіна — журналіст, головний редактор газети «Радянський прапор» (Конотоп), учасник Першого Всесоюзного з'їзду журналістів у Москві.

## Біографія
Антоніна Маркіна народилася 13 червня 1914 року в робітничій родині у м. Брянськ.
У 1934 році почала працювати рахівником Конотопського вагоноремонтного заводу. З 1938 року — коректор заводської газети.
Перед початком Німецько-радянської війни її призначають редактором газети заводу «Червоний металіст». Разом із заводом Антоніна виїжджає у евакуацію до Анжеро-Судженська Кемеровської області у зв'язку з окупацією Конотопа Вермахтом. Під час евакуації працювала редактором місцевого радіомовлення.
Після повернення з евакуації в Конотоп працювала на партійній роботі.
З 13 червня 1944 року очолювала колектив найбільшої міськрайонної газети «Радянський прапор».
З 1946 по 1948 рік перервала редакторську діяльність. У цей час навчається у Харківській обласній дворічній партійній школі. Навчання закінчила з відзнакою і повертається в Конотоп на колишню посаду.
У 50і роки працювала і паралельно навчалась у Заочній Вищій партійній школі при ЦК КПРС, яку закінчила у 1957 році.
У 1958 році нагороджена державною нагородою СРСР орденом «Знак пошани».
У 1959 році делегат Першого Всесоюзного з'їзду журналістів у Москві, на якому був заснований Спілка журналістів СРСР.
З 1964 по 1974 рік Антоніна працювала в Сумському обласному архіві. Спочатку директором Конотопського філіалу, а після його ліквідації — старшим науковим співробітником.
Померла у червні 2002 року.